# Ding Co
Ding Co (kinesiska: Ding Cuo, 丁错) är en sjö i Kina. Den ligger i den autonoma regionen Tibet, i den sydvästra delen av landet, omkring 540 kilometer väster om regionhuvudstaden Lhasa. Trakten runt Ding Co består i huvudsak av gräsmarker.